# Lucas Barbosa
Jose Lucas Santos Barbosa de Lima, hay Lucas Barbosa (sinh ngày 1 tháng 4 năm 1996) là một cầu thủ bóng đá người Brasil. Anh thi đấu cho SC Austria Lustenau.

## Sự nghiệp câu lạc bộ
Anh ra mắt tại Giải bóng đá hạng nhất quốc gia Áo cho SC Austria Lustenau vào ngày 17 tháng 3 năm 2017 trong trận đấu trước FC Liefering.